# Florence Nightingale (film fra 1915)
Florence Nightingale er en britisk stumfilm fra 1915 af Maurice Elvey.

## Medvirkende
- Elisabeth Risdon som Florence Nightingale
- Fred Groves
- A. V. Bramble som Sydney Herbert
- M. Gray Murray
- Beatrix Templeton